# موسی العلاق
موسی العلاق (انگلیسی: Mousa Majid Al Allaq؛ زادهٔ ۳۰ ژوئن ۱۹۸۶) یک بازیکن فوتبال اهل قطر است.

## باشگاهی
از باشگاه‌هایی که در آن بازی کرده‌است می‌توان به لخویا، الغرافه، القطر، اشاره کرد.

## تیم ملی
وی همچنین در تیم ملی فوتبال قطر بازی کرده است.